# Омичка (сыр)
«Омичка» — сладкий плавленый сыр. Рецептура сыра «Омичка» была разработана в 1969 году, а в 1971 году получено авторское свидетельство.
Слово «омичка» означает «жительница города Омска».

## История сыра
Технология изготовления «Омички» была разработана в 1971 году на Омском заводе плавленых сыров  начальником сыроплавленого цеха Зоей Андреевной Кутминой и старшим мастером Валентиной Андреевной Панфиловой. 23 ноября 1971 года авторам было выдано авторское свидетельство.
В 1971 году «Омички» было выработано 60 тонн, в 1983 году — 147 тонн. С 1971 года сыр «Омичка» выпускался с государственным знаком качества.

Фотография автора сыра «Омичка» начальника цеха З. А. Кутминой

Первоначально сыр производился только Омским заводом плавленых сыров, в настоящее время изготавливается также несколькими другими российскими предприятиями. Так как в СССР существовало единое министерство молочной промышленности, то его руководство, когда сыр «Омичка» получил признание покупателей, распорядилось поделиться технологией с подведомственными предприятиями. Удачное изобретение получило распространение по всей стране. Сегодня «Омичку» производят заводы по всей стране: в Казани (ОАО «Вамин — Татарстан»), в Новосибирске (ОАО Новосибирская Маслосырбаза), в Краснодарском крае (ЗАО «Агрокомплекс», ОАО «Кропоткинский молочный комбинат»), в Саранске (Сыродельный комбинат «Ичалковский»), в Воронеже (ЗАО «Янтарь»), в Курске (ОАО «Курский холодильник»), в Санкт-Петербурге (Петмол), в Удмуртской республике (ОАО «Можгасыр») и в других регионах России, а также на территории бывшего СССР.

## Спор за право на товарный знак
- Спор был инициирован казанским переработчиком молока — ОАО «ВАМИН Татарстан». Это предприятие считает, что законные права на товарный знак «Омичка» принадлежат именно ему. Когда ООО «Омский завод плавленых сыров» предъявило свои права на «Омичку» и предложило производителю из Татарстана заключить лицензионное соглашение, тот направил жалобу в ФАС России, требуя призвать омичей к ответу за нарушение норм статьи 14 Закона «О защите конкуренции».
- В ФАС России посчитали, что если до даты приобретения омским производителем прав на товарный знак «Омичка» эта марка сыра широко использовалось рядом других предприятий по всей территории Российской Федерации, а ООО «Омский завод плавленых сыров», хоть и собственник предприятия, тем не менее не является правопреемником ОАО «Омская маслосырбаза» как юридического лица, то и исключительных прав у омичей на «Омичку» быть не может.
- Руководство ООО «Омский завод плавленых сыров» с таким решением не согласилось. Рецептура и название сладкого плавленого сыра «Омичка» были разработаны в 1969 году сотрудниками Омской маслосырбазы. В настоящее время это предприятие после ряда изменений носит название «Омский завод плавленых сыров» и обладает исключительными правами на словесный товарный знак «Омичка» (свидетельство Роспатента № 251966). По утверждению руководства завода, тот продукт, который производится сегодня в Татарстане, отличается от омской «Омички» и рецептурой, и технологией производства.
- 16 июля 2009 года пресс-служба ФАС России сообщила, что Арбитражный суд города Москвы оставил в силе решение антимонопольного органа о признании действий ООО «Омский завод плавленых сыров», связанных с регистрацией товарного знака «Омичка», недобросовестной конкуренцией («Омский завод плавленых сыров», осуществляя недобросовестную конкуренцию, получает преимущества в предпринимательской деятельности путём нарушения требований добропорядочности, разумности и справедливости. Своими действиями он может причинить убытки конкурентам, так как понуждает предприятия, осуществляющие выпуск плавленого сыра «Омичка», к заключению лицензионных соглашений на право использования товарного знака «Омичка»). ФАС наложила на производителя штраф в размере 100 тыс. рублей.[10][11]
- ООО «Омский завод плавленых сыров» продолжал отстаивать свои права на бренд «Омичка» в апелляционной инстанции[12]. 2 февраля 2010 года ООО «Омский завод плавленых сыров» получил свидетельство на товарный знак «Омичка», зарегистрированный в Государственном реестре товарных знаков и обслуживания, действительный до 11 ноября 2018 года.

## Описание
Цвет продукта кремовый. По консистенции — мягкий, кремовый, мажущийся. Продукт имеет мягкий сливочный вкус, сырный, сладкий, с привкусом пастеризации и ванили.
В составе рецептуры используется натуральные твёрдые сыры, творог и натуральные сливки, сахар.
Жирность 50 %. Физико-химические показатели: жир — 30,0 г (не более 10,0 г — молочные жиры), белок — 10,5 г, углеводы (в том числе сахароза) — 16,0 г. Энергетическая ценность 372 Ккал.
Омский завод плавленых сыров выпускает 13 вариантов Омички — классика, шоколад, клубника-сливки, лесные ягоды, курага, изюм, орех, шоколад и орешки, банан-сливки, сливки-кокос, крем-брюле, апельсин, персик.
По состоянию на 2012 год продукция Омского завода плавленых сыров под маркой «Омичка» с точки зрения ГОСТ не считается сыром из-за наличия в составе растительных жиров.
В 2019 году ООО «Ястро» (бывший ООО «Омский завод плавленых сыров») обновлена рецептура и произведён ребрендинг сладкого плавленого сыра «Омичка[КЕВ1] ». ООО «Ястро» выпускает 4 варианта «Омички»: классика, шоколад, клубника со сливками, крем-брюле.[КЕВ2]  В составе рецептуры используются сливки, творог, сыр.
Массовая доля жира 30 %. Пищевая ценность: жир – 14 г., белок – 11 г., углеводы – 21г., (в т. ч. сахароза – 10г). Энергетическая ценность (калорийность): 1070 кДж/260 ккал.
Вариант фасовки: стаканы 80 г. и ванны 180 г. ГОСТ 31690-2013.